# Gare de Marcillac
La gare de Marcillac est une gare ferroviaire, fermée, de la ligne de Capdenac à Rodez. Elle est située Combe de Bart, sur le territoire de la commune de Marcillac-Vallon dans le département de l'Aveyron, en France.

## Situation ferroviaire
Établie à 408 mètres d'altitude, la gare fermée de Marcillac est située au point kilométrique (PK) 286,081 de la ligne de Capdenac à Rodez, entre la gare de Saint-Christophe (ouverte) et la gare de Nuces (fermée).

## Histoire
La gare de Marcillac est mise en service le 5 novembre 1860, lorsque la Compagnie du chemin de fer de Paris à Orléans (PO), met en service deuxième section, de Saint-Christophe à Rodez de sa Capdenac à Rodez.
Au début des années 1880, un abri avec un banc est construit du côté opposé au bâtiment voyageurs

## Service des voyageurs
Gare fermée sur une ligne en service.

## Patrimoine ferroviaire
Le bâtiment voyageurs d'origine, désaffecté du service ferroviaire, est devenu une habitation privée.